# Max Payne 2: The Fall of Max Payne
Макс Пејн 2: Пад Макс Пејна (енг. Max Payne 2: The Fall of Max Payne) је видео игра која спада у жанр пуцачина из трећег лица. Представља наставак видео игре Max Payne из 2001. године. Игру је развио Remedy Entertainment, а објавио Rockstar Games 14. октобра 2003. године за Microsoft Windows. Касније током године, креиране су верзије за PlayStation 2 и Xbox. 

## О игри
Радња игре се, као и у првом делу, одвија у Њујорку, неколико година након догађаја који су обележили први део приче о полицајцу Максу Пејну. Начин играња и принцип конструкције нивоа нису суштински промењени, што значи линеарну акцију с много сцена. Неизбежан Bullet Time, команда којом се анимација привремено успорава, још је боље уклопљен него у првом делу и од стварне је користи у ситуацијама када се испред нишана створи десетак противника наоружаних до зуба. Нешто чешће се појављују и скриптовани успорени снимци који приказују спектакуларне детаље као што су експлозије, падови погођених противника и слично. Дизајн нивоа је уобичајен за ФПС жанр, с тим што се игра већим делом одиграва у скученим ходницима и трошним зградама које имају безброј добро скривених пролаза и ћошкова у којима вреба опасност. Веома добро су урађени и нивои који представљају Максове снове (изврнута пројекција и ефекат замућења). 
У више наврата играч ће, уместо Максом Пејном, управљати Моном Сакс, женским ликом који треба да разбије монотонију. Графика је, у највишој класи, посебно у погледу разноврсности и квалитета текстура, као и детаљности приказа позадинских детаља. Макс ће оборити сваки предмет с којим дође у додир, моћи ће да отвори сваки плакар и фиоку итд. Музичка и звучна пратња су изврсне и дају допринос реалистичном окружењу, нарочито звуци из радио и ТВ апарата.